# Омельник (Полтавская область)
Омельник (укр. Омельник) — село Омельникского сельского совета Кременчугского района (Полтавская область, Украина).
Код КОАТУУ — 5322483201. Население по переписи 2001 года составляло 1811 человек.
Является административным центром Омельникского сельского совета, в который, кроме того, входят сёла Варакуты, Литвиненки, Парижской Коммуны, Пустовиты и Федоренки.

## Географическое положение
Село Омельник находится на правом берегу реки Псёл, выше по течению на расстоянии в 2 км расположено село Гуньки, ниже по течению на расстоянии в 3 км расположено село Федоренки, на противоположном берегу — село Запселье.

## История
- 1630 — дата основания.
- В 1862 году в местечке владельческом Омельник были 2 церкви православные, почтовая станция, 3 ярмарки, еженедельный базар, паромная переправа и 439 дворов где жило 3358 человек.
- В 1911 году в местечке Омельник были Николаевская, Петропавловская и Рождества Богородицы церкви, министерская и церковно-приходская школы и жило 3287 человек[2].

## Экономика
- Детский лагерь отдыха «Солнечный».
- Санаторий-профилакторий «Ивушка».

## Объекты социальной сферы
- Школа.
- Детский сад.
- Дом культуры.

## Транспорт
В 8 км от села находится станция Омельник на участке Полтава — Кременчуг Южной железной дороги.

## Известные уроженцы
В селе родились:
- Морозов, Анатолий Маркианович (1895—1953) — советский военный деятель, генерал-майор (1940 год).
- Резников, Лев Моисеевич (1918—1991) — советский деятель угольной промышленности.
- Толкушкин, Пётр Иванович (14.02.1849—?) — генерал-лейтенант российской армии, корпусной интендант 8-го армейского корпуса.
- Толкушкин Дмитрий Иванович (25.10.1876—19.01.1905) — генерал- майор Отдельного корпуса Пограничной стражи.